# Chendo
Miguel Porlán Noguera, ismertebb nevén Chendo (Totana, 1961. október 12. –) spanyol válogatott labdarúgó, a Real Madrid jobbhátvédje.

## Pályafutása

### Klubcsapatban
Totanában született, Murciában. Pályafutása alatt egyetlen csapatban, a Real Madridban szerepelt. 1982 és 1998 között összesen tizenhét szezonon keresztül játszott a fővárosi együttesben. Hét bajnoki címet, két Király-kupát, öt szuperkupát, két UEFA-kupát és egy UEFA-bajnokok ligáját nyert a Real Madrid színeiben.

### A válogatottban
1986 és 1990 között 26 alkalommal szerepelt a spanyol válogatottban. Egy Las Palmason rendezett Szovjetunió elleni barátságos mérkőzés alkalmával mutatkozott be 1986. január 22-én. Részt vett az 1986-os és az 1990-es világbajnokságon.

## Sikerei, díjai
Real Madrid
- Spanyol bajnok (7): 1985–86, 1986–87, 1987–88, 1988–89, 1989–90, 1994–95, 1996–97
- Spanyol kupa (2): 1988–89, 1992–93
- Spanyol ligakupa (1): 1985
- Spanyol szuperkupa (5): 1988, 1989, 1990, 1993, 1997
- UEFA-kupa (2): 1984–85, 1985–86
- UEFA-bajnokok ligája (1): 1997–98
- Copa Iberoamericana (1): 1994

## Külső hivatkozások
- Chendo adatlapja a National-Football-Teams.com oldalon (angolul)

- Chendo (angol nyelven). FootballDatabase.eu
- Chendo (angol nyelven). eu-football.info
- Chendo (angol, katalán, spanyol nyelven). BDFutbol.com
- Chendo (német nyelven). kicker.de
- Chendo adatlapja a worldfootball.net oldalon (angolul)

| Előző José Antonio Camacho | a Real Madrid CF csapatkapitánya 1989–1993 | Következő Manuel Sanchís |